# Panivți, Camenița
Panivți (în ucraineană Панівці) este localitatea de reședință a comunei Panivți din raionul Camenița, regiunea Hmelnîțkîi, Ucraina.

## Demografie
Componența lingvistică a localității Panivți
     Ucraineană (98,57%)
     Rusă (1,34%)
     Alte limbi (0,1%)
Conform recensământului din 2001, majoritatea populației localității Panivți era vorbitoare de ucraineană (98,57%), existând în minoritate și vorbitori de rusă (1,34%).